# Йохан Грубер
Йохан Фридрих Грубер (на немски: Johann Friedich Grueber) е австрийски мисионер, йезуит, пътешественик-изследовател.

## Произход и мисия в Китай (1623 – 1661)
Роден е на 28 октомври 1623 г. в Линц, Свещена Римска империя (днес в Австрия). През 1641 г. постъпва в йезуитския орден и през 1656 е изпратен на мисия в Китай. До 1661 г. пребивава в мисията в Пекин, като едновременно с мисионерските си задължения е преподавател по математика в християнското училище в града.

## Пътуване до Рим (1661 – 1664)
През 1661 г. заедно с белгийския йезуит Алберт д`Орвил е изпратен на пътуване до Рим, за да занесе новонаписаната книга за китайския календар от ръководителя на мисията Адам Шал фон Бел за публикуване в Италия. Поради холандската блокада на китайските брегове е решено пътуването да се извърши през Тибет и Непал до индийското пристанище Гоа.
През 1661 г. групата отпътува от Пекин, преминава през град Синин и покрай езерото Кукунор и на 8 октомври достига до Лхаса. След месец и половина пребиваване в тибетската столица след големи трудности и лишения през планинските проходи пресичат Хималаите достигат до Катманду, спускат се в долината на Ганг и след 214 дни преход от Пекин през март 1662 г. достигат до Агра, където д`Орвил умира.
След като пристига в Агра, се установява, че и пристанището на Гоа също е блокирано от холандците, което налага пътуването да продължи по суша. За спътник на Грубер, след смъртта на д`Орвил, е назначен отец Хайнрих Рот, който оглавява йезуитска мисия в Индия. Двамата пресичат Афганистан, Персия и Турция и на 2 февруари 1664 г. те достигат до Рим.
Въпреки че Грубер не е първият европеец, който посещава тези високопланински райони, той дава първите достоверни сведения за Тибет, неговите жители и столицата Лхаса и извършва първите астрономически наблюдения по маршрута си, които позволяват да се състави първата сравнително точна карта на Тибет.

## Следващи години (1664 – 1680)
Император Леополд I настоява завръщането на Грубер в Китай да се извърши по друг път, през Русия, но пътуването му е прекъснато в Константинопол поради тежко заболяване, поради което се завръща в Европа. Въпреки че е в лошо здравословно състояние, продължава да изпълнява проповедническата си дейност в Словакия и Унгария до смъртта си.
Умира на 30 септември 1680 г. в Шароспатак, Свещена Римска империя (днес в Унгария), на 56-годишна възраст.